# Verleih uns Frieden gnädiglich

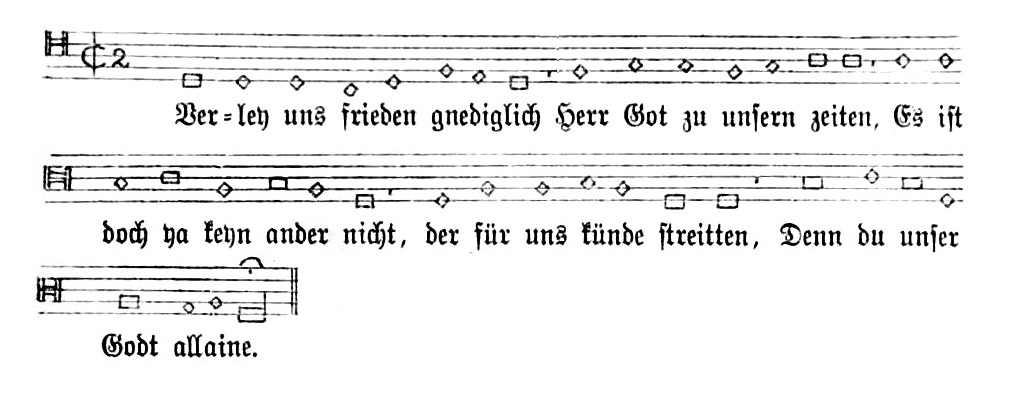
Verleih uns Frieden gnädiglich, Druckfassung 1531 (Nachdruck WA 35)

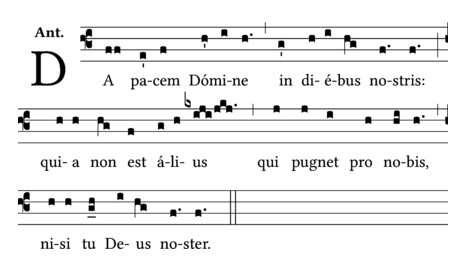
Gregorianische Antiphon Da pacem, Domine

Verleih uns Frieden gnädiglich ist eine geistliche Liedstrophe, die Martin Luther 1529 als Nachdichtung der gregorianischen Antiphon Da pacem, Domine, in diebus nostris verfasste.

## Text
Da pacem, Domine,

in diebus nostris,

quia non est alius

qui pugnet pro nobis,

nisi tu Deus noster.
Verley uns frieden gnediglich

Herr Got zu unsern zeyten,

Es ist doch ya keyn ander nicht,

der für uns künde streitten.

Denn du unser Godt allaine.
Verleih uns Frieden gnädiglich,

Herr Gott, zu unsern Zeiten.

Es ist doch ja kein andrer nicht,

der für uns könnte streiten,

denn du, unser Gott, alleine.

## Überlieferung
Die Antiphon Da pacem, Domine wird auf das 9. Jahrhundert datiert. In den liturgischen Büchern zum Stundengebet erscheint sie mit einem anschließenden Versikel und einer Oration:
℣ Fiat pax in virtute tua.

℟ Et abundantia in turribus tuis. (Ps 121,7 )

Oremus.

Deus, a quo sancta desideria, recta consilia, et iusta sunt opera:

da servis tuis illam, quam mundus dare non potest, pacem;

ut et corda nostra mandatis tuis dedita,

et, hostium sublata formidine, tempora sint tua protectione tranquilla.

Per Christum Dominum nostrum.

℟ Amen.
Die ältesten erhaltenen Drucke der Liedfassung Luthers stammen aus dem Jahr 1531 und nennen den Reformator ausdrücklich als Verfasser. Da diese Drucke nachweislich auf die – verlorene – Ausgabe des Klugschen Gesangbuchs von 1529 zurückgehen, gilt dieses Jahr als Entstehungsjahr. Der Strophe folgt in den meisten frühen Quellen ein deutscher Versikel und eine deutsche Oration, ersterer eine Paraphrase, letztere eine Übersetzung der lateinischen Vorlage:
Gott gib fryd in deinem lande,

Gluck und heil zu allem stande.

Herr Gott hymelischer Vater, der du heiligen mut, guten Rad und rechte werke schaffest,

Gib deinen dienern friede, welchen die welt nicht kan geben,

auff das unsere hertzen an deinen gepoten hangen

und wir unser zeit durch deinen schutz stille und sicher fur feinden leben.

Durch Jhesu Christ, deinen son unsern Herren.

Amen.
Erstmals in Johann Walters mehrstimmigem Notenheft Das Christlich Kinderlied D. Martini Lutheri, Erhalt vns HErr etc. von 1566 folgt auf Luthers Strophe die Fortsetzung
Gib vnserm Fürsten und aller Oberkeit fried vnd gut Regiment,

das wir vnter jnen ein gerüglich vnd stilles leben führen mögen

in aller Gottseligkeit vnd erbarkeit.
Diese auf 1 Tim 2,2  zurückgehende Fortsetzung wie auch die enge Verbindung von Verleih uns Frieden gnädiglich mit dem vorangehenden Erhalt uns, Herr, bei deinem Wort blieben für die weitere Rezeption bestimmend und spiegeln sich etwa in Bachs Kantaten 126 und 42. Noch im Evangelischen Kirchengesangbuch von 1950 ist Verleih uns Frieden mit Gib unserm Fürsten – jetzt abgewandelt zu Gib unserm Volke – kombiniert (Nr. 139). Das Evangelische Gesangbuch von 1993 (Nr. 421 sowie Nr. 784.10) wie auch das katholische Gotteslob (Nr. 475) enthalten nur den fünfzeiligen Luthertext, das Gotteslob außerdem die lateinische Antiphon (Nr. 473). Das mittlerweile abgelöste Kirchengesangbuch Gotteslob (1975) enthielt schon die lutherische Melodie (Nr. 310) sowie die lateinische Antiphon (Nr. 309).

## Inhalt

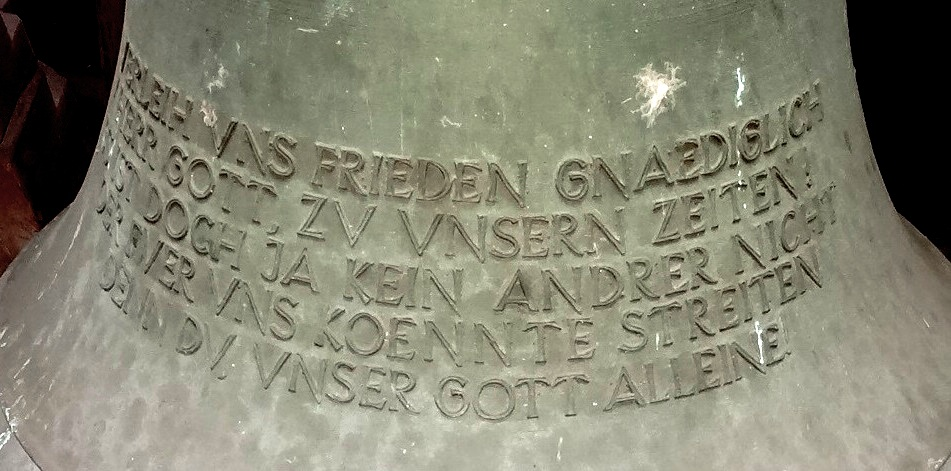
Verleih uns Frieden gnädiglich ist eine verbreitete Glockeninschrift; hier an der Friedensglocke der evangelischen Kirche Oberkleen (1954).

Das Lied ist ein Gebet um den irdischen, politisch-sozialen Frieden: „in diebus nostris“ – „zu unsern Zeiten“. Dieser wird als Ergebnis eines Kampfes aufgefasst, den nur Gott führen kann. In der Literatur wird gern auf den historischen Kontext des Türkenkriegs hingewiesen, der in Erhalt uns, Herr, bei deinem Wort explizit ist. In seiner Schrift Vom Kriege wider die Türken (1528) hatte Luther die Bedeutung einer moralisch-religiösen Erneuerung über die der militärischen Abwehr gestellt. – Beim Speyerer Reichstag im Frühjahr 1529 zeichnete sich zudem ab, dass die Glaubensfrage den Reichsfrieden gefährdete.

## Melodie
Auch die Melodie gilt als Werk Luthers. Sie ist zwar tonartlich mit der gregorianischen Antiphon verwandt, basiert jedoch – ebenso wie Nun komm, der Heiden Heiland und Erhalt uns, Herr, bei deinem Wort – auf der Melodie des Hymnus Veni, redemptor gentium. In den Gesangbüchern erscheint sie in einer arhythmischen Fassung, in den evangelischen zusätzlich in einer jüngeren, geradtaktig periodisierten Version.

## Bearbeitungen
Gern werden bis in die heutige Zeit Textadaptionen und Textergänzungen vorgenommen: In manchen Regionalausgaben des Gotteslobs finden sich eine zweite und dritte Strophe aus dem Jahre 1958 (vgl. GL, „Ausgabe für die Diözesen Berlin, Dresden-Meißen, Erfurt, Görlitz und Magdeburg“, Nr. 831), ohne dass der oder die Textdichter angegeben sind. In diesen beiden Strophen wird im Sinne des Glorias der Gegner des lutherischen „Streitens“ in der ersten Strophe, die äußeren „Feinde“ wie auch die inneren „Vermessenheiten“ und „Sünden“, expliziter benannt: „2. Dass es gesündigt schwer und oft, / sich gegen dich vermessen, / das sei dem Volk, das auf dich hofft, / verziehen und vergessen / um Christi Blut alleine. / 3. So flehen wir zu dir erneut, / du wollst in diesen Zeiten / uns vor dem Feinde Sicherheit / durch deinen Schutz bereiten! / Lob, Ehr sei dir alleine!“
Außerdem sind vom zeitgenössischen Komponisten und Übersetzer Hermann Kopp zwei zusätzliche Strophen bekannt, in dem das lutherische „unsre Zeiten“ der ersten Strophe in „Menschen“ und „Staat“ konkretisiert wird: „2. Befriede uns durch deine Lieb, / wir trauen dir alleine. / Kein Mensch, noch Staat uns helfen kann, / da hilft uns kein Geweine. / Du bist unsre Hilf alleine. / 3. Durch deine Liebe leben wir, / erfüllt von großem Hoffen. / Für deine Hilf und deinen Rat / steh’n unsre Herzen offen. / Auf dich zählen wir alleine.“
Immer wieder wird das Lied, wie schon zu Luthers Zeiten beispielsweise durch Balthasar Resinarius musikalisch bearbeitet. Es finden sich auch weitere Melodiefassungen zu Verleih uns Frieden. So schrieb Felix Mendelssohn Bartholdy 1831 ein „Gebet nach Lutherschen Worten (mit lateinischer Uebersetzung) Für Chor und Orchester“.
Eine Gospel-Version des Liedes von Matthias Nagel hat u. a. durch die Verwendung beim Deutschen Evangelischen Kirchentag große Verbreitung gefunden.